# Tulsk
Tulsk (irl. Tuilsce) – wieś w Irlandii, w prowincji Connacht, w hrabstwie Roscommon. Według danych szacunkowych Głównego Urzędu Statystycznego Irlandii, w kwietniu 2016 roku miejscowość liczyła 241 mieszkańców.

## Osoby związane z miejscowością

### Urodzeni
- Joe Cunnane (1971) – irlandzki piłkarz gaelicki
- Percy French (1854–1920) – irlandzki poeta